# Toute la vie
Singles de Les Enfoirés
La Chanson du bénévole
(2014) Liberté
(2016)
Toute la vie est le single des Enfoirés 2015 (Sur la route des Enfoirés). Ce single est écrit par Jean-Jacques Goldman. Il est disponible en téléchargement légal depuis lundi 12 janvier 2015.
Il succède à La Chanson du bénévole en 2014 et Attention au départ en 2013.
La particularité de cette chanson par rapport aux précédentes est la participation de chanteurs adolescents inconnus du public. Ces derniers s'adressent à la troupe des Enfoirés tel un échange entre deux générations.

## Réception
La chanson et son clip suscitent à leur sortie une polémique quant au message qu'ils souhaitent véhiculer. Le texte et le scénario sont basés sur un dialogue opposant une jeune génération à une plus ancienne. Les jeunes adultes commencent par exprimer leurs inquiétudes sur leur sort et leur avenir. Les plus âgés ne semblent pas vouloir entendre leur complainte et leur font remarquer qu'ils ont « toute la vie » devant eux. Les adolescents insistent sur les difficultés de la société que leurs ainés leur laissent aujourd'hui. Ils reçoivent des plus âgés un discours les invitant à prendre leur destin en main, en guise d'encouragement.
Le blogueur Guillaume Natas accuse les Enfoirés d'interpréter une chanson qui blâme les jeunes,, ; la critique est reprise par la presse. « Franchement, quel rapport avec le but des Restos du cœur, quel intérêt, quel message ? » relève notamment le site Internet Madmoizelle.
La polémique pousse Jean-Jacques Goldman à sortir de sa retraite : il publie le 27 février un premier communiqué précisant son intention puis le 4 mars, accorde une interview exclusive au Petit Journal sur Canal+, adoptant le second degré dans un sketch avec Éric et Quentin. Dans l'émission télévisée C à vous du 2 mars 2015, les chanteurs Grégoire et Michael Jones, membres des Enfoirés, tentent de mettre fin à la polémique en soulignant le fait que dès le début de la chanson, il est sous-entendu que les chanteurs jouent un rôle de réactionnaires et que c'est bien la jeunesse qui a le bon discours.
L’opposition entre « jeunes » et « vieux », thème de la chanson, multiplie les inexactitudes dans les paroles choisies, a estimé Le Journal du dimanche, notamment pour la retraite « summum de l’inégalité entre les générations » et le patrimoine, les jeunes générations accédant « plus lentement à la propriété que les baby-boomers, l’allongement de la durée de la vie reportant par ailleurs les successions dans le temps ».
L'émission Arrêt sur Images consacre une émission d'analyse entière sur le sujet à partir du clip. Une analyse plus fine montre une réalisation maladroite, aussi bien au niveau des paroles que du montage (plan très rapides) ou des décors, produisant un effet très agressif.
Le clip de la chanson sur le site de partage de vidéo YouTube recueille plus de 60 % d'avis négatifs, alors que les autres clips de la troupe des Enfoirés n'ont en moyenne que 5 % d'avis négatifs. Cependant, un sondage réalisé par Odoxa pour le journal Le Parisien indique que 84 % des personnes interrogées ne sont pas choquées par le principe de la chanson.
Le vidéaste Usul a consacré à la polémique une vidéo hors-série, suivant le format de sa série Mes Chers Contemporains. En prenant comme point de départ la polémique sur Toute la vie, il intitule sa vidéo Les jeunes (la génération Y) et analyse le déséquilibre entre les générations dite Y et X. 
Le vidéaste LinksTheSun y a également consacré un épisode de son émission Non mais t'as vu ce que t'écoutes ? à cette chanson, une émission basée sur une critique à but humoristique des paroles du top 50 francophone.